# Майлов, Андрей Павлович
Андрей Павлович Майлов (Алексей Петрович Майлов; 1909—1933) — советский дипломат и разведчик.

## Биография
По утверждениям А. Курашева, был сотрудником советской внешней разведки, работал во Львове, принадлежавшем тогда Польше, под дипломатическим прикрытием секретаря советского генерального консульства.

### Убийство
21 октября 1933 года стал жертвой террористического акта, совершённого членом возглавлявшегося С. А. Бандерой провода ОУН (общее руководство осуществлял Е. М. Коновалец) Николаем Лемиком. Данный акт был местью за голод на Украине в 1932—1933 годах. Жертвой покушения должен был стать генеральный консул СССР, поэтому Н. Лемик записался к нему на приём. Однако в тот день консул отсутствовал, и приём посетителей вёл секретарь консульства А. П. Майлов. Поскольку Н. Лемик консула в лицо не знал, то, войдя в кабинет, выстрелил в А. П. Майлова.
Урна с прахом А. П. Майлова захоронена в бывшем главном здании Донского крематория, в центральном зале, в левой колумбарной стене. После трагического убийства советского дипломата председатель ОГПУ В. Р. Менжинский издал приказ о разработке плана действий по нейтрализации террористических акций украинских националистов. Андрей Майлов дружил с советским разведчиком-диверсантом Павлом Судоплатовым, который в память о погибшем друге назвал одного из своих сыновей Андреем.